# Sceau du New Hampshire
En 1784, lorsque la constitution actuelle du New Hampshire fut promulguée, la loi modifia le sceau pour lui faire représenter un bateau en chantier, un soleil couchant en arrière-plan, pour refléter le fait que Portsmouth était devenu un acteur important de la construction maritime au cours des années de guerre. Au cours des années, des objets variés relatifs au fret furent également montrés sur le dock en premier plan du sceau.
En 1919 Otis G. Hammond, directeur de la Société historique du New Hampshire, écrivit une histoire du drapeau et du sceau de l'état sur la demande du Gouverneur et du Conseil exécutif de l'état. Il décrivit comment, les lois gouvernant le contenu des sceaux n'étant pas très précises, lorsque les moules s'usaient et devaient être remplacés, les artistes et les dessinateurs ajoutaient des détails surprenants dans le sceau tel des barils de rhum sur les dock, parfois avec des personnes debout à côté d'eux. En 1931, lorsque le gouverneur John G. Winant commença son second mandat, il nomma un comité chargé de produire un nouveau sceau dénué de controverse. La Cour Générale du New Hampshire approuva les recommandations du comité, puis adopta plus tard une loi codifiant le contenu officiel du seau de l’État.